# 深水埗撒錢案
深水埗撒錢案是一宗發生於2018年12月15日在香港九龍深水埗黃金電腦商場外的天降鈔票案，大量香港一百元紙幣疑被人從高處撒下，引來大批市民搶奪。香港警方事後以「公眾地方擾亂秩序」的罪名拘捕一人，其後亦以「串謀詐騙」的罪名再拘捕多兩人。事件亦令人關注虛擬貨幣所帶來的種種問題。

## 背景

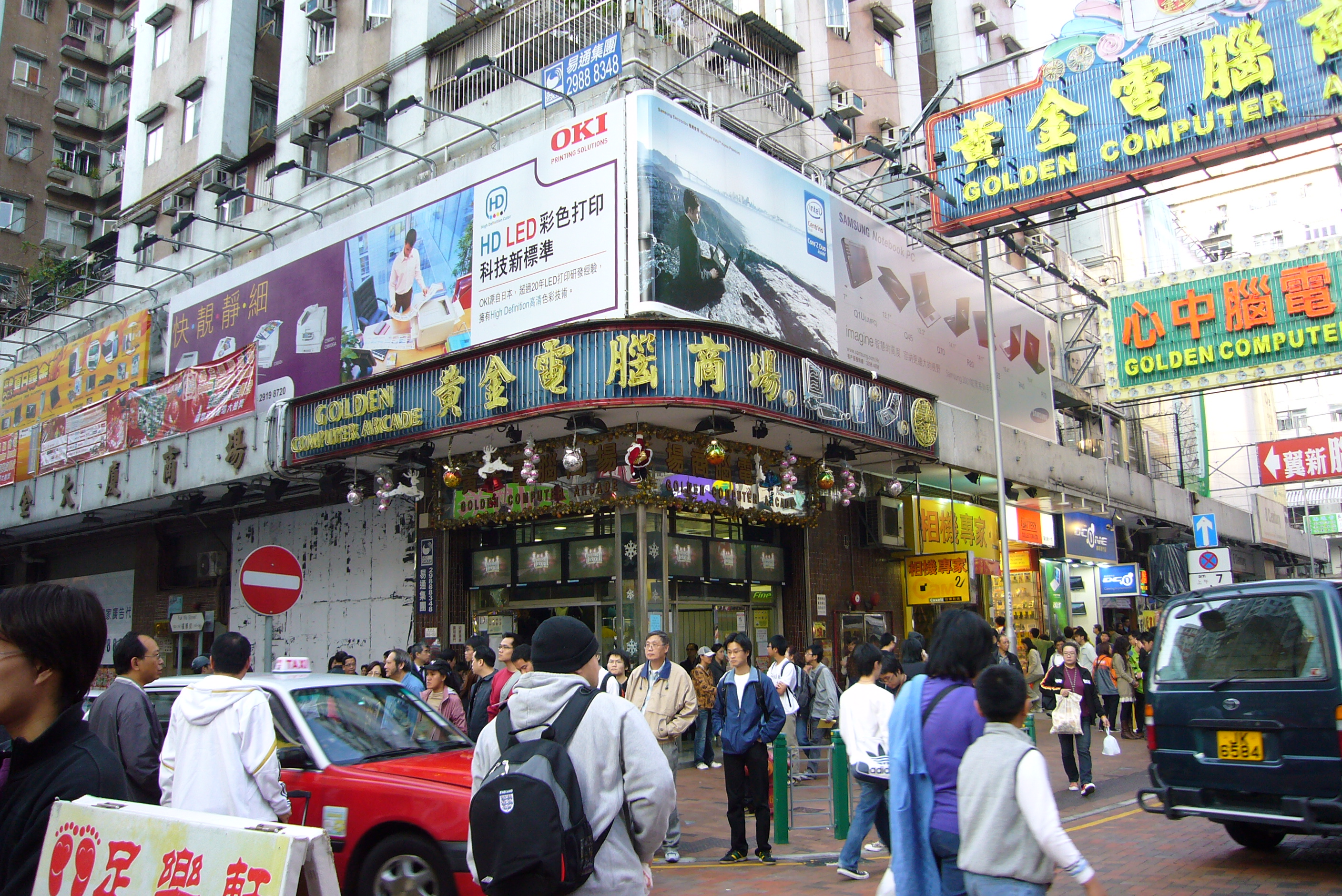
案發現場為福華街與桂林街交界的黃金電腦商場外

被指撒錢的人名為黃鉦傑，原稱「關梓傑」，曾就讀於天主教南華中學，事發時24歲，自稱為「幣少爺」。黃在19歲擔任游泳教練時在九龍公園游泳池偷手機，被判160小時社會服務令。事後他改名為「黃鉦傑」。由2018年5月起，「幣少爺」在其Facebook專頁以及他舉辦的加密貨幣講座，推荐一款聲稱可以用作挖取Filecoin的礦機。「幣少爺」在Facebook上声称，他所賣的礦機是自主研發的產品，效能是其他產品（如家用電腦）無法比擬的，同時買入这种礦機的人都會在三個月內收回成本，最後被證實其所言毫無根據。
後來，「幣少爺」在Facebook開設他的專頁，並把它命名為「幣少爺–新世代礦業」，至2018年9月初已擁有約11000個跟隨者。其專頁第一個帖子在2018年1月18日發布，當時「幣少爺」宣稱會教授網民在虛擬貨幣相關產業鏈上「賺錢」，會慢慢深入淺出做教導。幣少爺初時分享一些財經新聞網頁的消息，及後開始分享他的賺錢經驗，最後更提及掘礦。他在2018年2月20日發表了一篇題為「掘礦不求人，幣少爺掘礦攻略」的帖子，並附有短片，吸引了106名網民留言，對比之前無人留言，該帖子隨即打響了名堂。
在2018年8月末至9月，言行作風高調的「幣少爺」開始受到本港主流媒體關注，先後有無綫電視《東張西望》專訪和《蘋果日報》的長篇報導。後來幣少爺在其面書專頁貼出一隻水獺在家中的照片，並指出水獺是以加密幣在黑市購入，結果引來大批保育人士炮轟，譴責他胡亂飼養野生動物，惟黃仍辯稱水獺並非在香港飼養。

## 事件過程

深水埗街頭滿天飛散紙幣，有市民爬上港鐵深水埗站出口頂蓋拾取紙幣

2018年12月15日下午2時45分，黃前往深水埗福華街黃金電腦商場外，向沿途市民說了「不知道大家是否相信，錢，是可以從天而降的！」這句說話以後，大量香港一百元紙幣隨即被人從高處撒下，引來大批市民搶奪，有人不顧危險爬上深水埗站出入口和建築物簷篷拾錢，部分撿鈔票的人甚至是學生和外傭。未幾，警員接報到場，警方在場登記部分拾得金錢的市民身份，同時也將拾得金錢交回市民，而黃鉦傑亦因而一夜成名，惟被指是撒錢者的黃則否認其為撒錢者。

## 幣少爺被捕
12月16日下午3時至3時30分，黃駕車往福榮街（玩具街），聲稱前往買慈善飯票，之後黃準備在街上派五百元真鈔港元，引來大批市民及外籍工人圍觀。不久，深水埗警署已在附近派了多輛衝鋒車及軍裝警員，迅即到達現場，將黃帶往深水埗警署問話及扣留他的跑車林寶堅尼，警方以在涉公眾地方擾亂秩序罪將他拘捕。但他依然態度極不合作，在警車內進行兩次直播。警員已兩次警告他，其後幣少爺在其直播裏說「依家我冇事冇幹冇傷痕，袋入面仲有啲錢，大家做個證明，thank you。」後，便結束直播。進入警局後，黄又在其面書專頁進行直播，同日深夜黃聲稱暈眩和需要驗傷，被送往明愛醫院治理。翌日清晨約5時黃被送回警署，期間黃向記者問道FileCash Coin（FCC）的股價有如何的表現。而黃被捕後，其林寶堅尼則一直停泊在深水埗玩具街原封不動，最後因行車證過期於同日晚上遭拖走。
12月17日，九十名市民相繼報案，懷疑墮入黃鉦傑的龐氏騙局。警方迅即帶「幣少爺」在荃灣的辦工室搜證，原來他亦涉及倫敦金生意，稅務局亦調查黃是否涉及逃稅。而有傳媒記者揭發「Filecash coin」官方網頁設計粗糙，內容錯漏百出，不少欄目甚至沒有內容，甚至聲稱看片段可以當掘礦，可信性大受質疑，其後該虛擬貨幣價格急挫，網站亦無法連線。
黃鉦傑於12月18日獲准保釋，以等候警方進一步調查，離開警署後，黃又隨即進行視像直播。同日晚上在其位於西貢的獨立屋召開記者招待會，先就過往的失實言論致歉，並承認自己是因2012年九龍公園游泳池偷手機而被判160小時社會服務令的人。
黃鉦傑於12月27日接受商業電台的訪問時，再次否認自己是當日撒錢者。
2019年1月，多名因向幣少爺買掘礦機而被騙的苦主向民主黨求助，指幣少爺拒絕向退機者退款，並擬於同月5日向警方報案，而苦主的年齡最小只有約20歲，有事主要求黃退款但反被對方要求提取掘礦機，其後有買家入稟法院要求黃鉦傑退回12.5萬。
在2019年2月末，警方商業罪案調查科經過深入調查後，以「串謀行騙」的罪名把「幣少爺」及其姓莫的助手拘捕，並冻结他們500萬港元的資產，後來獲准保釋，4月上旬向警方報到。警方亦在同年3月5日以「串謀行騙」的罪名在灣仔拘捕多一人，懷疑和「幣少爺」的投資騙局有關。黃鉦傑在同年7月19日於西九龍法院大樓承認一項公眾地方妨擾罪，辯方求情指他只是配合公司的推廣活動，又說被告會幫助動物及購買捐贈飯券。裁判官認為不宜罰款，判處黃監禁10日，緩刑一年。

## 後續
2023年9月，JPEX案曝光，黃鉦傑及其助手莫浚廷等人被指涉及該案件。事後黃鉦傑於2023年底潛逃臺灣，並於2024年年中再潛逃至東南亞。他的西貢獨立屋亦已於2020年左轉讓予一名外籍人士。
2024年7月，國際刑警向黃鉦傑及莫浚廷發出紅色通緝令。

## 外界反應
深水埗警區刑事調查總督察莊翹偉透過電子傳媒，向市民呼籲在12月15日及12月16日深水埗近黃金電腦商場拾撿的金錢，有可能是行騙回來，呼籲市民將撿回來的100元及500元真鈔歸給香港各區警署。當完成所有法律程序以後，部分鈔票或可歸當時撿鈔票的市民所有。
有律師指出，此案中撒錢者的行為輕則可被控亂拋垃圾和高空擲物，重則會觸犯《公安條例》中的公眾地方內作出擾亂秩序行為。
民建聯立法會議員蔣麗芸直指撒錢的行為雖沒有導致他人受傷，惟已引起群眾混亂，要求警方調查及交代此案的紙幣的來源和合法性。亦有網民認為，幣少爺如果是出於善心，應該把金錢用來做善事。
香港心理學會註冊臨床心理學家鮑偉豪稱，大批市民在鬧市瘋搶錢，可說是末日心態，為了利益而搶錢，但更多的是反映香港人現實，「見到咁多人執錢，有着數，有便宜，攞咗先算」，在羊群心態下人人搶錢。鮑又指，香港人大多數都本着把握現在，不要想太多結果，「千祈唔好蝕底」，同時又認為是責任分擔，即使萬一被追究，也有其他人一齊負責。

## 區議員被恐嚇
民主黨區議員袁海文在2019年1月6日見記者之後，在同日晚上疑遭電話恐嚇。袁表示已報警處理。警方已就此列作刑事恐嚇案處理，暫時沒人被捕。

## 影視形象
- 2020年香港電視劇迷網，演員唐嘉麟所飾演的角色江宗耀（Coin公子）的造型影射幣少爺。